# Scutellosaurus
A Scutellosaurus (nevének jelentése 'apró pajzsos gyík') a növényevő páncélos dinoszauruszok egyik neme, amely Észak-Amerika területén, a kora jura korban, mintegy 200–196 millió évvel ezelőtt élt. A két lábon járó Scutellosaurus a főként négy lábon járó Scelidosaurus közeli rokonságába tartozott. Ez az állat volt a páncélos dinoszauruszok egyik legkorábbi képviselője.

## Anatómia

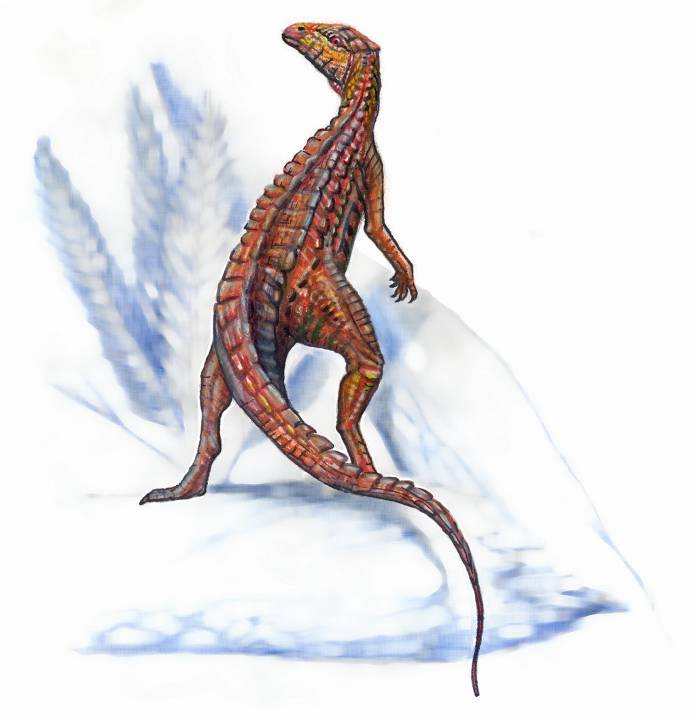
A Scutellosaurus rekonstrukciója

A Scutellosaurus hossza körülbelül 1,2 méter, csípőmagassága 50 centiméter, tömege pedig mintegy 10 kilogramm lehetett. A fosszilis bizonyítékok közé tartozik két részleges csontváz, melyeket Arizonában fedeztek fel, bár a koponya részei közül csak az állkapocscsont került elő. Az állat nyakán, hátán és farkán több száz bőrcsont helyezkedett el. E páncéllemezek egy része lapos volt, más része pedig mélyedéseket tartalmazott. A farok szokatlanul hosszúra nőtt, lehetséges, hogy ellenegyensúlyt biztosított a páncélozott testtel szemben, míg a hosszú karok arra utalnak, hogy az állat legelés közben feltehetően négy lábra ereszkedett.

## Fordítás
- Ez a szócikk részben vagy egészben a Scutellosaurus című angol Wikipédia-szócikk ezen változatának fordításán alapul.  Az eredeti cikk szerkesztőit annak laptörténete sorolja fel. Ez a jelzés csupán a megfogalmazás eredetét és a szerzői jogokat jelzi, nem szolgál a cikkben szereplő információk forrásmegjelöléseként.